# Шињен
Шињен (фр. Chignin) насеље је и општина у источној Француској у региону Рона-Алпи, у департману Савоја која припада префектури Шамбери.
По подацима из 2011. године у општини је живело 854 становника, а густина насељености је износила 102,64 становника/km². Општина се простире на површини од 8,32 km². Налази се на средњој надморској висини од 350 метара (максималној 1.254 m, а минималној 276 m).

## Демографија
| 1962. | 1968. | 1975. | 1982. | 1990. | 1999. | 2011. |
| ----- | ----- | ----- | ----- | ----- | ----- | ----- |
| 499   | 532   | 601   | 668   | 735   | 758   | 854   |

График промене броја становника у току последњих година